# Мирон Левицький
Миро́н Микола́йович Леви́цький (псевдонім: LEV, Лев; 14 жовтня 1913, Львів — 17 липня 1993, Торонто) — український письменник-прозаїк, маляр, графік. Член Об'єднання українських письменників «Слово».

## Життєпис
Мирон Левицький народився 14 жовтня 1913 року у Львові. Його батьками були Микола Левицький та Антоніна (з дому Рущицька).
Ще під час навчання в Академічній ґімназії Мирон захопився малюванням. Тому відразу після завершення навчання в гімназії в 1931 році вступив до відомої на Західній Україні Мистецької школи Олекси Новаківського, у якій здобував мистецьку освіту протягом двох років. Після навчання у Мистецькій школі студіював графіку під керівництвом польського графіка професора Владислава Скочиляса в Академії Мистецтв у Кракові (1933—1934 рр.).
1935 року Левицький повернувся до Львова, де розпочав працю графіка у видавництві «Батьківщина». Одним з перших його замовлень були ілюстрації до двотомного видання «Енеїди» Івана Котляревського. Також виконував замовлення для найбільшого тоді українського видавничого концерну Галичини «Українська Преса», засновником і власником якого був Іван Тиктор. Протягом п'яти місяців, з грудня 1938 по квітень 1939-го, виконував обов'язки видавця та ілюстратора літературно-мистецького журналу «Ми і світ».  Ілюстроване видання містило світлини культових споруд, громадських та культурних діячів, сцени із вистав, репродукції творів художника Олекси Грищенка, світлини робіт скульпторів Григорія Крука й Антона Павлося. Через матеріальні труднощі Левицькому не вдалося втримати на хиткому ринку Галичини видання журналу  тривалий час і в квітні 1939 року вийшло його останнє число (4/5) .
1937 року Мирон Левицький отримав і виконав перше замовлення на поліхромне розфарбування бані та віконних арок церкви Св. Миколая у Серафинцях на Городенківщині, а 1938 року  став членом Асоціації незалежних українських мистців (АНУМ).
Під час першої окупації Львова Червоною армією в 1939—1941 pp. Мирон Левицький працював художником археологічноого відділу Академії Наук УРСР, пізніше — Історичноого музею. Там, оформляючи виставки, копіюючи мистецькі оригінали, він мав змогу вивчати ренесансову й барокову архітектуру Львова, колекцію старовинних ікон, стиль яких став одним із домінантних елементів його творчої манери.
У часі німецької окупації Львова в 1942—1943 рр. Левицький працював мистецьким редактором Українського видавництва, де відповідав за усю книжкову графіку видавництва; викладав у Львівській мистецько-промисловій школі разом з В. Балясом, М. Бутовичем, Е. Козаком, В. Кричевським, А. Малюцою, Г. Смольським. Серед учнів школи були Я. Гніздовський, М. Дзиндра, К. Звіринський, С. Караффра-Корбут, В. Патик, В. Турецький.
Навесні 1943 року Мирон Левицький став військовим кореспондентом дивізійної газети «До перемоги» 14-ї гренадерської дивізії зброї СС «Галичина». Після реорганізації дивізії «Галичина» у Першу Українську дивізію Української національної армії (1УД УНА) на початку 1945-го деякий час перебував у штабі її командувача генерала Павла Шандрука.
Наприкінці війни Левицький разом із першою дружиною Марією зі зрозумілих причин (дивізійник) переїхав спочатку до Кракова, а невдовзі до австрійського Інсбрука. На новому місці Мирон Левицький викладав рисунок в українській гімназії, відновив свою творчу діяльність у техніці станкової та прикладної графіки, жанрі екслібрісу. В умовах еміграції, коли 1946 року почали функціонувати виставки із творами українського мистецтва, Левицький брав активну участь у цих виставках-вернісажах в Інсбруку, Зальцбургу, Брегенці, Фельдкірху, Баден-Бадені, Брюселі.
1949 року з табору біженців у Австрії подружжя Левицьких емігрувало до Канади, де у Вінніпезі Мирон продовжив роботу в жанрі графіки та став художнім редактором у видавництві давнього знайомого Івана Тиктора. В 1949—1954 pp. він запроектував та оформив обкладинки для таких важливих видань І. Тиктора, як «Клюб приятелів української книжки» (19 обкладинок), «Велика історія України», «Історія українського війська» та «Історія української культури». В той же час Левицький виконував ілюстрації для дитячого місячника «Мій приятель», редагував та ілюстрував гумористичний журнал «Комар», видавцем якого був І.Тиктор і на сторінках якого висвітлювалося життя української діаспори, вміщувалося багато карикатур, усмішок, шаржів на відомих українських діячів. У «Комарі» М.Левицький публікувався під колективним псевдонімом Порфирій Горотак, вигаданим спільно із Леонідом Мосендзом і Юрієм Кленом. 
1952 року в родині Левицьких народився син Марко. Того ж року мистець дістав замовлення на поліхромію церкви св. Петра і Павла в Етельберті (провінція Манітоба), а 1954 року виконав поліхромний розпис церкви Христа Царя у Вінніпезі. Паралельно працював у портретному жанрі живопису.
1954 року художник переїхав до Торонто, де 1955 року посів посаду мистецького керівника кіностудії «Орбіт», яка займалася документуванням історії української діаспори, зберігаючи на кіноплівці матеріали про українські поселення у вільних країнах світу. Завдяки службовим відрядженням він зміг побувати у США (Нью-Йорку), Великій Британії (Англії, Вельсі, Шотландії), Ірландії, Бельгії, Нідерландах, ФРН, Австрії, Франції. Свої враження від цих подорожей він відтворював у краєвидах на своїх картинах.
Коли припинилася його співпраця з кіностудією «Орбіт», Левицький зміг здійснити свою давню мрію й провів два роки (1956—1958) в Парижі. Ці роки стали визначальними в подальшму формуванні мистецького стилю художника. Весною 1958 року в Парижі відбулася його перша самостійна виставка у галерії Pop Вольмар (Galerie Ror Valmar) під протекторатом відомого французького аванґардиста та кінорежисера Жана Кокто, яку прихильно оцінили французькі критики. Виставка засвідчила поєднання кількох чинників у стилі художника: традицій українського малярства й графіки з французьким мистецтвом.
1972 року М.Левицький одружився вдруге — з Галиною Горюн. Більше 10 років був головою Української спілки образотворчих мистців у Канаді (1974–85). У 1980–1983 роках багато подорожував, зокрема побував в Австралії, Іспанії, Португалії, Франції, де розписував церкви.  1991 року художник разом із дружиною Галиною Горюн-Левицькою, відвідав батьківщину після стількох років вигнання.
Помер Мирон Левицький 17 липня 1993 року в Торонто .

## Мистецький доробок
Впродовж п'ятдесяти років Мирон Левицький оформив та виконав ілюстрації понад трьохсот книжок, намалював кілька сотень картин і розмалював десять церков в Україні, Канаді та Австралії..
Він був учасником мистецьких виставок від 1945 року, персональних — у Парижі (1958), Торонто (1961, 1963, 1969, 1972, 1978, 1985), Нью-Йорку (1964, 1974), Ватерлоо (1965), Детройті (1972), Оттаві (1975), Едмонтоні (1977), Чикаго (1984), Вінніпезі (1985), Львові (1985, 1991), Києві (1992).
Левицький посів вагоме місце в оформленні української книги. Взірцем ранньої книжкової графіки художника є графічне оформлення обкладинки журналу «Відродження» (1939). Визнаними є його праці в оформленні обкладинок до книг, серед яких найпомітнішими творами є «Поцілунок», «Адам і Єва», «Дума про трьох братів», «Козак Мамай», «Плач Ярославни», «Дажбог». Став основоположником особливого мистецького шрифту.. За його життя усі томи «Літопису УПА» випускалися з його обкладинками.
Мирон Левицький створив велику кількість екслібрисів, у яких зумів відтворити характерні риси осіб, для яких створювалися ці екслібриси.
Першорядне значення надавав композиції рисунка, що вирізняло його роботи певною відсутністю традиціоналізму. Грамотне поєднання графічних елементів з організацією композиції створювало чіткі лаконічні образи екслібрісів Левицького.
Левицький викладав історію українського мистецтва на Курсах українознавства (1961–86),  входив до Об'єднання українських письменників «Слово», публікував мистецтвознавчі статті, видав збірку оповідань «Ліхтарі» (Торонто, 1982), присвячену міжвоєнному Львову — місту, в якому минули дитинство і юність.
2006 року дружина Мирона Левицького Галина Горюн-Левицька (1926 р.н.) видала в київському видавництві «Родовід» каталог, у якому представлені модерністичні роботи багатьох відомих українських мистців, які творили поза межами України. До цього ж каталогу увійшла й найбільша збірка кращих творів М.Левицького. А 2009 року вона подарувала художню колекцію з 119 творів Національному музею ім. Андрея Шептицького у Львові. Більшість (77) із них належить пензлю Мирона Левицького, решта — доробок інших знаних майстрів Якова Гніздовського, Едварда Козака, Любослава Гуцалюка, Михайла Кміта, Василя Хмелюка, Олекси Грищенка та інших. Цей дарунок наблизив українським шанувальникам мистецтва не тільки творчість Мирона Левицького, але й діаспорних мистців, які були змушені творити за межами України.

## Видання
- Левицький М. Уляна. Віктор Ґюґо винуватий// Слово. Збірник 9. — Едмонтон: ОУП «Слово», 1981. — С. 120–128.
- Левицький М. Ліхтарі [Архівовано 24 квітня 2016 у Wayback Machine.]: Новели. — Едмонтон, Торонто: ОУП «Слово», 1982. — 108 с.
- Левицький М. Фіяско Афродіти // Слово. Збірник 11. — Б. м.:ОУП «Слово», 1987. — С.216–226.
- Левицький М. Віктор Гюго винуватий (З циклу «Ліхтарі») // Хрестоматія з української літератури в Канаді. — Едмонтон, 2000. — С. 407–410.
- Левицький М. Віктор Гюго винуватий [Архівовано 10 лютого 2013 у Wayback Machine.] // «Український журнал». — 2008. — № 1. — С. 56–57